# Fistulinella jamaicensis
Fistulinella jamaicensis är en svampart som först beskrevs av William Alphonso Murrill, och fick sitt nu gällande namn av Rolf Singer 1983. Fistulinella jamaicensis ingår i släktet Fistulinella och familjen Boletaceae.   Inga underarter finns listade i Catalogue of Life.